# Сан Бениньо Канавезе
Сан Бенѝньо Канавѐзе (на италиански: San Benigno Canavese; на пиемонтски: San Balègn, Сан Бален) е малък град и община в Метрополен град Торино, регион Пиемонт, Северна Италия. Разположен е на 194 m надморска височина. Към 1 януари 2020 г. населението на общината е 6024 души, от които 343 са чужди гарждани.